# Fyrd
Fyrd (staroeng. izgovor ˈfyrd) je bila vrsta anglosaske vojske koja je bila mobilizirana od slobodnih ljudi da bi branili njihov shire, ili od izabranih predstavnika da bi se pridružili kraljevskoj ekspediciji. Služba u fyrdu obično je kratko trajala i od sudionika se očekivalo da si samo pribave vlastito oružje i opremu. Sastav fyrda evoluirao je tijekom godina, osobito kao reakcija na vikinške upade i invazije. Obrameni sustav i konskripcija preustrojena je tijekom vladavine Alfreda Velikog, koji je postavio 33 utvrđena grada (ili burha) u svom Kraljevstvu Wessexu. Iznos oporezivanja zahtijevanog za održavanje svakog grada utvrđen je u dokumentu znanom kao Burghal Hidage. Svaki je gospodar imao svoj individualni posjed zemlje procijenjenog u hideovima. Temeljeno na ovom držanom zemljištu, mogao je pridonijeti ljudstvom i oružjem radi održavanja i obrane burhova. Neposluh prema ovom zahtjevu moglo je dovesti do ozbiljnih kazna. Fyrd se sastojao od jezgre koju su činili iskusni vojnici uz koje su bili obični seljaci i poljodjelci sa shireva koji su pratili svoje gospodare.

## Vanjske poveznice
- The Anglo-Saxon Fyrd c.400 - 878A.D. (eng.)
- The Anglo-Saxon Fyrd c.878 - 1066A.D. (eng.)